# 伊利亚·苏拉马尼泽
伊利亚·苏拉马尼泽（2001年6月18日—），格鲁吉亚男子柔道运动员，2018年夏季青年奥林匹克运动会男子100公斤级银牌得主、2021年世界柔道锦标赛男子100公斤级铜牌得主。